# Famille Nahasapeemapetilon
 (avril 2024).
Si vous disposez d'ouvrages ou d'articles de référence ou si vous connaissez des sites web de qualité traitant du thème abordé ici, merci de compléter l'article en donnant les références utiles à sa vérifiabilité et en les liant à la section « Notes et références ».
La famille Nahasapeemapetilon est une famille fictive de la série Les Simpson. Elle est composée du père, Apu, de la mère Manjula, et des octuplés Anoop, Gheet, Nabendu, Poonam, Pria, Sandeep, Sashi et Uma.

## Apu Nahasapeemapetilon
Apu a été naturalisé citoyen américain et a obtenu un doctorat en informatique. Il a d'abord été classé premier de sa classe sur sept millions à Caltech, l'Institut de technologie de Calcutta (un jeu de mots avec la « vraie » université Caltech — California Technologies), poursuivant ses études pour acquérir son doctorat à l'Institut des hautes technologies de Springfield. Sa thèse soutenue pour le doctorat concernait le premier programme mondial parfait pour jouer au tic-tac-toe (ou morpion en France). Bart est d'ailleurs responsable de la destruction du jeu ; dans un épisode, il prend et mélange au hasard l'une des nombreuses cartes perforées du programme, en demandant à Apu « Hé, que fait celui-ci ? ». Les cartes sont mélangées et le jeu irrécupérable, Apu jette le tout à la poubelle.
Dans l'épisode J'y suis, j'y reste, on apprend que la date de naissance d'Apu est le 9 janvier 1962.
Sa famille et lui sont de fervents adorateurs des dieux hindous Shiva et Ganesh, même si Ned Flanders et le révérend Lovejoy ont déjà tenté de le convertir. Lors du mariage d'Apu, Homer a essayé de jouer sur leur crainte des dieux en prenant l'apparence de Ganesh, mais la supercherie a été — bien entendu — découverte par l'un des parents d'Apu et a échoué lamentablement.
Apu Nahasapeemapetilon est végétalien et ami avec Paul McCartney.
Il est également le baryton des Bémols dans l'épisode Le Quatuor d'Homer.
À noter que le Kwik-E-Mart se fait régulièrement cambrioler, et Apu se fait souvent tirer dessus… et il en revient toujours ! Dans l'épisode Le Blues d'Apu, il survit ainsi : la balle ricoche contre une autre balle qui était logée dans son cœur. Son nom de famille n'est presque jamais prononcé...
Le prénom d'Apu a été choisi par Matt Groening d'après la Trilogie d'Apu de Satyajit Ray.

## Manjula Nahasapeemapetilon
Manjula est la femme d'Apu, choisie par les parents de ce dernier car elle apportait une bonne dot (une chèvre et une usine de textile). Mince, brune et élégante, elle est âgée de 28 ans et elle se plaint parfois du manque d'attention de son mari qui passe sa vie à travailler au mini-marché, mais elle se montre sensible à son charme et à son romantisme.
Elle a eu des octuplés avec Apu après avoir pris des pilules pour augmenter la fertilité (sans compter qu'Homer, Marge et Bart lui en ont également donné en cachette...).
Manjula apparaît rarement dans la série, sauf lors des grands rassemblements populaires des Springfieldiens.
Elle est doublée par Régine Teyssot.

## Autres informations
Sanjay Nahasapeemapetilon est le frère d'Apu, qui l'aide à faire tourner le Kwik-E-Mart. La fille de Sanjay, et donc la nièce d'Apu, s'appelle Pahusacheta Nahasapeemapetilon. Sanjay a aussi un fils, Jamshed.
Apu possède une Pontiac Firebird 1971 (présente également dans Funky Cops, mais cette dernière est de 1973).
Apu fut l'un des quatre membres du groupe Les Bémols (The Be Sharps en version originale, Les Sidièses au Québec).
Ses parents apparaissent dans deux épisodes : J'y suis, j'y reste et Mère hindoue, fils indigne. Les parents et les sœurs de Manjula et frères de Apu apparaissent dans ce dernier. Ce qui révèle que Apu est l'aîné d'une famille de 3 enfants (Apu, Sanjay, Inconnu) et Manjula est la benjamine d'une famille de 3 enfants (Inconnue, Inconnue, Manjula).
Apu a également un cousin nommé Kavi.
Fin 2017, est diffusé le documentaire The Problem with Apu, qui considère le personnage « stéréotypé », ce qui conduit à une polémique, certains utilisateurs des réseaux sociaux demandant le retrait du personnage de la série. Il est finalement conservé, son créateur Matt Groening indiquant : « Je crois que nous sommes dans une époque où les gens aiment bien s'indigner [...] et choisissent les mauvais combats. »